# Ak-Schyirak (Fluss)
Der Ak-Schyirak (kirgisisch Ак-Шийрак; russisch Ак-Шыйрак) ist ein rechter Nebenfluss des Sarydschas in Kirgisistan.
Der Ak-Schyirak entspringt in den östlichen Ausläufern des Borkoldoi-Gebirges. Er wird von den dortigen Gletschern gespeist. Der Ak-Schyirak fließt in überwiegend ostnordöstlicher Richtung entlang der Südflanke des Ak-Schyirak-Gebirges. Dabei nimmt er die größeren Nebenflüsse Kaitschje und Dschangart von rechts auf. Der gleichnamige Ort Ak-Schyirak liegt am Mittellauf unweit des linken Flussufers. Schließlich mündet er in den Sarydschas. Dieser vollführt an der Mündungsstelle eine scharfe Linkskehre nach Osten. Der Ak-Schyirak hat eine Länge von 98 km. Er entwässert ein Areal von 2290 km². Der mittlere Abfluss beträgt 16 m³/s.